# ドラゴンスレイヤーIV ドラスレファミリー
『ドラゴンスレイヤーIV ドラスレファミリー』（Dragon Slayer IV Drasle Family）は、1987年に日本の日本ファルコムから発売されたアクションRPG。

## 概要
『ドラゴンスレイヤーシリーズ』の第5作目。きこりのウォーゼン一家のキャラクターを操作し、ダンジョン内の4箇所にある「クラウン」を入手し、最後にラストボスのドラゴン「ディルギオス」を倒すことが目的である。
ウォーゼン一家のメンバーは父ゼムン、母メイア、兄ロイアス、妹リルル、ペットのポチの5キャラクター。各キャラクターは攻撃力・射程・ジャンプ力・使用可能アイテム（全てのアイテムを使えるキャラクターはいない）が異なるなどそれぞれに個性があり、ダンジョン内の各「クラウン」を入手するにはそれぞれのキャラクターの個性（長所）を生かしながらダンジョンを進んで行かなければならない。
各機種版の違いとしては、ハードウェア性能による画面の違いや、タイトル画面の違いが挙げられるが、細部の違いとして下記のようなものがある。
- BGMの旋律や特定BGMのイントロの有無が異なる（ファミリーコンピュータ版）
- タイトル画面でキャラクター紹介のデモがある（MSX2版）
- 祖父・祖母が絵になっている（MSX版）

なお、『ファルコム・ゲーム・ミュージック』の曲目紹介では「ドラスレファミリー」の部分を「ドラゴンスレイヤー・ファミリー」と紹介している。

## ゲームシステム
ゲームを始めると、キャラクター選択画面（ウォーゼン一家の団欒シーン）が表示される。ここでダンジョンに出撃させるキャラクターを1人（ポチの場合は1“匹”だが、以後“人”で表記を統一）選択し、その後に表示されるアイテム選択画面で持っていくアイテム（3つまで）を選択するとアクション画面（地上マップ）になる。そして地上マップにある梯子を降りると、ダンジョンの内部に入ることができる。ダンジョンから地上に脱出し、自宅に戻ると再びキャラクター選択画面に戻る。
ダンジョンの途中でキャラクターを変えることはできないため、キャラクターを変えたい場合は一度自宅に戻らなければならない。1人のキャラクターでダンジョンを探検し、目的を果たしたら自宅に戻ってキャラクターを変更、そしてクリアするまでこれを繰り返すことになる。
ゲームを中断する場合は、キャラクター選択画面で祖母ジーラを選択し、画面に表示されたパスワードをメモしておく。そして次回再スタートしたときに祖父ドウエルを選択してパスワードを入力すれば、前回の中断時と同じ状態でゲームを再開できる。

### クリアまでの流れ
まずはロイアス以外の4人のキャラクターでダンジョンに潜入し、「クラウン」のある場所まで行かなければならない。ダンジョンの入口から、ラストボス「ディルギオス」の壁画のあるフロアまではどのキャラクターも同じルートを通ることになるが、そこから先は各「クラウン」のある場所へ通じる4つのルートに分岐している。それぞれのルートは適しているキャラクターが決まっており（適していないキャラクターの場合は難易度が劇的に上昇したり、最悪途中で進めなくなる場面すらある）、アクション面で流れるBGMもルートによって異なっている。「クラウン」を入手すると、クラウンを守る中ボス（出現するボスは、その時点で取得済みのクラウン数によって決まる）のいるフロアにワープし、中ボスを倒すと自動的に地上に戻る。
4つのクラウンが揃ったらロイアスの出番である。ダンジョン内に眠る「ドラゴンスレイヤー」を入手し、ラストボスの「ディルギオス」を倒せばゲームクリアとなる。

### アクション
キャラクターの基本動作は左右への移動、梯子の昇り降り、ジャンプおよび攻撃である。ポチ以外は同時にダメージを受けるが、敵キャラクターの頭上に乗ることもできる。また、高い場所から落ちるとLIFEが1減ってしまう。攻撃はMAGICを消費し、各キャラクター独自の飛び道具を飛ばして行う。
アイテムは3つまで同時に持つことができる。持つアイテムの選択は自宅を出るときとINNに泊まったときに行うことができる。ただしキャラクターによって選択できるアイテムと選択できないアイテムとがある。アクション画面でアイテムを装備または使用する場合は、セレクトボタンでポーズをかけて持っているアイテムの中から選択する。装備状態とできるアイテムはいずれか一つである。

### ステータス
本作にはレベルや経験値のシステムは無く、終始ステータスの最大値は変わらない。各ステータスは画面上部のゲージで表され、最大値は109となっている。ステータスには次の4つがある。
LIFE
キャラクターの生命力。敵の攻撃を受けると減っていく。また、本作では、高い場所から落ちた場合もLIFEが減る。これが0になるとゲームオーバー。
アイテム「パン」を取るかINNに泊まることによって回復できる。自宅を出る時やINNに泊まったときは99になるが、アイテムの取得などによって最大値である109まで上げることができる（MAGICも同様）。
MAGIC
キャラクターの魔力。飛び道具で敵を攻撃すると1ずつ減る。また、アイテムを使用すると減ることもある。0になると攻撃ができなくなってしまう。
アイテム「ポーション」を取るかINNに泊まることによって回復できる。
KEY
持っている鍵の数。ダンジョン内の扉もしくは宝箱を1回開けるごとに1つ減る。ダンジョン内の敵キャラクターを倒すと鍵を落とすことがあるので、それを取ればKEYを増やすことができる。
GOLD
所持金。INNやSHOPを利用するときに必要となる。ダンジョン内の敵キャラクターを倒してドル袋を取るとGOLDを2増やすことができる。

### アイテム

#### 装備品
ファイア・ロッド
かつて魔法使い達がよく使っていたという魔法の杖。MAGIC消費量2倍で弾の射程が2倍になる。
エリクサー
最高位の魔法使いだけが作れるとされる秘薬。LIFEが0になった時に自動的に全回復する。事前に装備しておく必要があり、1度使うと消滅する。
マジック・ボトル
MAGICが0になった時に自動的に全回復する。装備する必要があり、1度使うと消滅する。
クリスタル
握り拳大の赤い水晶球。地下迷宮から地上へワープする。アイテム選択後に即時使用となり、1度使うと消滅する。
シールド
盾作りの名人ヴェラントが作ったと言われる盾。中ボスの弾を無効にする。何者かが宝箱から盗み、どこかへ売り払ってしまったとされる。機種によって入手方法が異なる。
パワーナックル
MAGIC消費量2倍で弾の威力が4倍となる。ポチ以外全員が使用可能。
ジャンプ・シューズ
MAGIC（-1）でジャンプ力が上がる。リルルは26から32に、ロイアスとメイアは20から25になる。これがなければ進めない場所もある。
パワード・ブーツ
敵を踏み潰しで倒せる。MAGICを消費しない。通常は一度触れなければ倒せないタイプの敵や、通常攻撃の通じない雑魚モンスターの卵も倒せる。ただし、敵を踏み台にできなくなる。ゼムン、ロイアス、リルルが使用可能。
アーマー
鎧作りの名人ラウザックが作ったとされる鎧。装備している間MAGICを消費し続けるが、体当たりで敵を倒せる。ただしダメージは受ける。ゼムンとロイアスが使用可能。
グローブ
ゼムン専用。特定の岩を動かせる。押すことはできても引くことはできない。岩を敵にぶつけて倒すことも可能。MAGICを消費しない。これがなければ進めない場所もある。
ウイング
メイア専用。装備している間MAGICを消費し続けるが、空中移動ができる。これがなければ進めない場所もある。
キー・ステッキ
メイア専用。MAGIC（-1）で扉を1つ開ける。これで宝箱を開けることはできない。
ヒット・ロッド
メイア専用。MAGIC（-1）で特定の岩を弾き飛ばせる。弾き飛ばされた岩は地形やメイアに当たると跳ね返し、しばらくの間飛び続ける。岩を敵にぶつけて倒すことも可能だが、メイアが当たるとダメージを受ける。これがなければ進めない場所もある。
マトック
リルル専用。MAGIC（-1）で特定の岩を破壊できる。これがなければ進めない場所もある。
クラウン
ロイアス専用。宝冠。ドラゴンスレイヤーを取るのに必要となるが、4つ揃えなければ効果がない。
ドラゴンスレイヤー
ロイアス専用。ディルギオスを倒せる唯一の剣である。通常時に装備しても能力変化はなく、イベント発動用アイテムである。

#### 落とし物
雑魚敵を倒すことにより、いずれかのアイテムを必ずドロップする。ただし、パン、マジックポーション、お金の3つについては、LIFE、MAGIC、GOLDのうち最も現在値の低いものに対応するアイテムのみドロップし、他の2つはドロップしない。
パン
LIFEが+5回復。宝箱に入ったパンはLIFEが99になるまで回復。
マジックポーション
薬草を煎じ詰めて作ったもの。飲むと精神が落ち着き、MAGICが+5回復。宝箱に入ったマジックポーションはMAGICが99になるまで回復。
お金
GOLDが+2増加。宝箱に入ったお金はGOLDが+50増加。
鍵
昔エルフ達が作ったとされる、魔法の鍵。KEYが+1増加。宝箱に入った鍵はKEYが+20増加。所持KEYが極少量の時には必ずドロップする。
巻物
古の魔法使い達が作った、風のように速く走れる呪文が書かれている。一定時間キャラクターの動きと弾の速度が加速され、弾は飛距離も増す。ただし、弾の加速は敵との接触時間が減ることになり、実質的に与えるダメージが減る。続けて取ると最大4段階まで速くなる。宝箱の中の巻物は一つで2段階速くなる。4段階の時に宝箱の中の巻物を取った時のみ、6段階になる。
指輪
魔法が封じられた、高価な瑪瑙石がはめ込まれている。一定時間半透明になり、敵に触れてもダメージを受けなくなる。
毒薬
LIFE-5。取ってはいけないアイテム。
十字架
エリア内の敵を全滅させる。

## ストーリー
当時出た攻略本に基づいて紹介する。
その昔、西方のオアシスと呼ばれた平和な国、レミアに、邪悪なキングドラゴン・ディルギオスが率いるモンスター軍団が来襲し、レミアを侵略してしまう。
だが数年後、聖剣・ドラゴンスレイヤーを携えた魔法使いラークによってディルギオスは倒され、地下迷宮の壁画として封印されたことにより、レミアは平和を取り戻した。
それから長い年月が経ったある日、ラークの子孫であるきこりのウォーゼン一家の家で、犬のポチが何かをくわえて戻ってきた。それはディルギオスの鱗であり、ディルギオス復活の前兆であった。
ウォーゼン一家にはラークの遺志を継いでディルギオスを倒すという使命があった。
だがディルギオスを倒すためには、ラークが残したドラゴンスレイヤーが必要であり、それを手に入れるには、ディルギオスの地下迷宮に隠された4つの宝冠・クラウンを集めなければならないのであった。
ウォーゼン一家は家族で力を合わせて地下迷宮に挑むことを決意する。

## ダンジョン
ダンジョンは横方向4部屋×縦方向16階層の構造になっており、1つの部屋は4画面分横方向にスクロール可能である（ファミコン版のみ。MSX版/MSX2版は画面切り替え式）。アイテムの入った宝箱は原則として1部屋に1つ設置されている（部屋に複数個宝箱がある場合、1つ以外はミミックが化けている）。また、ダンジョン内にはINNやSHOPがあるが、場所によってはブロックなどで隠されたINNやSHOPもある。一部のINNは、ジャンプで看板に触れるとSHOPに変化する。
INN（宿屋）
10GOLDでキャラクターのLIFEとMAGICを99まで回復。泊まった後は、アイテムを持ち替えることができる。LIFEやMAGICが99以上の状態で泊まると1ずつ回復し、最大値である109まで上げることができる。
SHOP（店）
GOLDを払ってアイテムを購入することができる。1店につきアイテムを2つずつ置いている。ダンジョンの深部あるショップほど、価格が安くなる傾向にある。
ダンジョン内にはトラップも仕掛けられており、触ると壊れるブロックや、突如出現してキャラクターの行く手をさえぎるブロック、触れるとトゲに変化するブロックなどもある。上向きのトゲは上に乗ると上方向に弾かれてダメージを受けるが、十字ボタンの上や斜め上を押していればダメージを受けない。

## キャラクター
それぞれの設定は当時出た攻略本に基づく。

### プレイヤーキャラクター
ゼムン・ウォーゼン（Xemn Worzen）
父。戦士。鍛えた筋肉を生かし、「グローブ」でブロックを動かすことができる。ジャンプ力が低い。武器は斧で、攻撃力は高いが射程は短め。彼のステージはジャンプ力とマトックを駆使することでリルルでもクリア可能である。
メイア・ウォーゼン（MSX版 Maia Worzen、FC版 Mayna Worzen）
母。魔法使い。「ウィング」で空を飛ぶことができる。また、「ロッド」でブロックを弾き飛ばすことも、「キー・ステッキ」で鍵を使わずに扉を開けることもできる。武器はファイヤーボール。
ロイアス・ウォーゼン（MSX版 Royas Worzen、FC版 Roas Worzen）
兄。レンジャー。「クラウン」と「ドラゴンスレイヤー」を扱うことができる。ファミリーの中では平均的な能力だが、ディルギオスを倒せるのは彼だけである。武器は短剣で、攻撃力は低いが射程は長い。
リルル・ウォーゼン（Lyll Worzen）
妹。「エルフ」（実際は他の家族と同じく人間）。ジャンプ力が高く、「ジャンプシューズ」を使えば非常に高く跳躍することができる。「マトック」でブロックを破壊することもできる。武器はファイヤーボールで、攻撃力は低いが射程は長い。
ポチ（Pochi）
ペット。モンスター。普段は犬だが、ダンジョンに出撃する際はモンスターに変身する。モンスターの姿のため、ダンジョン内の敵キャラクターに触れてもダメージを受けない（ボスは除く）。しかし使用できるアイテムは少ない。武器は口から吐く火の玉で、攻撃力は高いが射程は短い。ジャンプ力は低い。

### サブキャラクター
ドウエル・ウォーゼン（Douel Worzen）
祖父。ゲームのロード。パスワードを聞いてゲームを再開してくれる。
ジーラ・ウォーゼン（Jiela Worzen）
祖母。ゲームのセーブ。ゲームを中断したい時にパスワードを教えてくれる。
ラーク・ウォーゼン（Lark Worzen）
先祖で高祖父。故人。その昔、ドラゴンスレイヤーを使いキング・ドラゴン「ディルギオス」を倒し、地下の壁画に封じ込めた魔法使い。ディルギオスとは過去にヴェリラの国で戦い、とどめを刺す前に逃げられたという因縁がある。家に飾ってある肖像画として登場する。裏技を行うことで、サウンドテストのスイッチとして使用可能。
店主
宿屋とアイテムショップの店主。同一人物であるかは不明だがグラフィックは同一。アイテムショップは複数あり、場所によって品物と売価が異なる。宿屋の宿泊料は一律10GP。
セリナ・レビ・ラウルーラ（Celina Levi Raururer）
前作『ロマンシア』に登場する姫が、ダンジョン内の壁画として登場する。多数存在し、ゲームの進行上重要な役割を果たす。

### 敵キャラクター
雑魚とボスを合わせて全52種類の敵がいるという設定だが、そのうち「モンチ」という雑魚モンスターは、攻略本では紹介されているものの、エンディングのスタッフロールに名前が出てくるだけで、ゲーム中には登場しない。
岩に化けた敵エレメンタルや、宝箱に化けた敵ミミック、足元の線だけを残して透明化している敵ムウ、普段は動かないが触れると動き出すライオンやヤシノッキンといった、普段はその場から動かないタイプの雑魚は、基本的に一度触れなければ倒せない（一部例外もいる）。
雑魚は同じ種類でも色違いのものが存在するが、それは進化によるものであり、色によって強さが多少異なる。
雑魚を倒してから一定時間経つと、水晶玉のような卵が出現し、そこから倒した雑魚が再び出現する。

### ボスモンスター
クラウンを守る4体の中ボスは、共通で特定の弾を撃ってくる。
タラチュネス（Taratunes）
1つ目のクラウンを取った者の敵として出現する。アマゾンの密林地帯に棲息するタランチュラが、魔法使いの力で巨大化したもの。4体の中ボスでは一番弱い。設定上は毒液で獲物を麻痺させるとされているが、ゲームでは毒液は使用しない。
エレボーン（Erebone）
2つ目のクラウンを取った者の敵として出現する。スコットランド地方に伝わる死神。土地の宗教ドルイドの神として崇められ、地上の生物は皆この死神が蒔いた種によって誕生し、やがて時期が来ると、この死神がそれらを刈り取って地下の黄金の国へ連れて行くと信じられている。
アークウィンガー（Archwinger）
3つ目のクラウンを取った者の敵として出現する。始祖鳥を先祖とした鳥人類、ガーゴイル族の中の最大種族で、エチオピアの北部山岳地帯に棲息する。原住民の間では、天駆ける神の聖なる鳥として崇められているが、性格は極めて残忍で、鋭い爪で人間をさらっては巣へ運び、雛の餌にする。素早くジャンプしながら高速で弾を連射してくる。
ロックガイア（Rockgaea）
4つ目のクラウンを取った者の敵として出現する。シシリア島のベスビオス火山に住む岩の巨人のような怪物。地中に溜まったマグマに邪悪な精霊が宿って生まれたという伝説があり、シシリア島の住民の間では、この怪物が暴れると山が火を噴くと言われて恐れられている。
ディルギオス（Dilgyos）
最後の敵。スコットランド地方に伝わる伝説のドラゴン。昔、東からモンスター軍団を率いてレミアを襲撃、一度は征服するも、魔法使いラークによって倒され、その死体はディルギオスの復活を恐れたラークの手によって地下の壁に封印された。だが復活の予兆を見せ始めたため、ラークの子孫であるウォーゼン一家と対決する事になる。ドラゴンスレイヤーを装備したロイアスでなければ戦うことはできない。

## 各機種版
| No. | タイトル                                                     | 発売日                  | 対応機種                                                            | 開発元          | 発売元                  | メディア                          | 型式       | 備考               |
| --- | ------------------------------------------------------------ | ----------------------- | ------------------------------------------------------------------- | --------------- | ----------------------- | --------------------------------- | ---------- | ------------------ |
| 1   | ドラゴンスレイヤーIV ドラスレファミリー Legacy of the Wizard | 1987年7月17日 1989年4月 | ファミリーコンピュータ                                              | 日本ファルコム  | ナムコ ブローダーバンド | 1.5メガビットロムカセット         | NES-LC-USA |                    |
| 2   | ドラゴンスレイヤーIV ドラスレファミリー                      | 1987年10月4日           | MSX                                                                 | 日本ファルコム  | 日本ファルコム          | 2メガビットロムカセット           | MXNW-11002 |                    |
| 3   | ドラゴンスレイヤーIV ドラスレファミリー                      | 2006年12月28日          | Windows                                                             | 日本ファルコム  | D4エンタープライズ      | ダウンロード （プロジェクトEGG）  | -          | MSX2版の移植       |
| 4   | ドラゴンスレイヤーIV                                         | 2008年1月31日           | iアプリ                                                             | バンナム        | バンナム                | ダウンロード （ナムコ・ゲームス） | -          | アレンジモード追加 |
| 5   | ドラゴンスレイヤーIV                                         | 2008年2月1日            | Yahoo!ケータイ （S!アプリ）                                         | バンナム        | バンナム                | ダウンロード （ナムコ・ゲームス） | -          | アレンジモード追加 |
| 6   | ドラゴンスレイヤーIV                                         | 2008年2月末             | EZアプリ                                                            | バンナム        | バンナム                | ダウンロード （ナムコEZゲームス） | -          | アレンジモード追加 |
| 7   | ドラゴンスレイヤーIV ドラスレファミリー                      | 2013年3月19日           | Windows                                                             | 日本ファルコム  | D4エンタープライズ      | ダウンロード （プロジェクトEGG）  | -          | MSX版の移植        |
| 8   | ドラゴンスレイヤーIV ドラスレファミリー                      | 2018年2月27日           | Windows                                                             | 日本ファルコム  | D4エンタープライズ      | ダウンロード （プロジェクトEGG）  | -          | MSX2版の移植       |
| 9   | Legacy of the Wizard （NAMCO MUSEUM ARCHIVES Vol.2）         | 2020年6月18日           | Nintendo Switch（日本国外） PlayStation 4 Xbox One Windows（Steam） | B.B.スタジオ M2 | バンナム                | ダウンロード                      | -          | NES版の移植        |
| 10  | EGGコンソール ドラゴンスレイヤーIV ドラスレファミリー MSX2   | 2024年4月11日           | Nintendo Switch                                                     | 日本ファルコム  | D4エンタープライズ      | ダウンロード                      | -          | MSX2版の移植       |

## スタッフ
MSX2版
- プログラミング：秋葉紀好、木屋善夫
- プログラミング・アシスタント：畠山孝一
- アート&グラフィック：大浦孝浩、都築和彦、古代彩乃
- 音楽：古代祐三、石川三恵子
- プロデュース：加藤正幸
- シナリオ・スタッフ：立川敏男、木屋善夫、畠山孝一、大浦孝浩、秋葉紀好

ファミリーコンピュータ版
- シナリオ：HATABOW（畠山孝一）、ONYANKO、GANCHAN、Dr.KEY（木屋善夫）
- プログラミング：Dr.KEY（木屋善夫）
- プログラミング・アシスタント：HATABOW（畠山孝一）、ONYANKO
- アート&グラフィック：GANCHAN、KAIJIN、NOWTEN MUSUME（古代彩乃）
- 音楽：KOSHIRON（古代祐三）
- プロデュース：SHACHOW（加藤正幸）

## 評価
ファミリーコンピュータ版
- ゲーム誌『ファミリーコンピュータMagazine』の読者投票による「ゲーム通信簿」での評価は以下の通り21.02点（満30点）となっている[3]。また、同雑誌1991年5月10日号特別付録の「ファミコンロムカセット オールカタログ」では、「パズル的要素がかなり強い壮大なスケールのアクションファンタジーRPGだ」と紹介されている[3]。

| 項目 | キャラクタ | 音楽 | 操作性 | 熱中度 | お買得度 | オリジナリティ | 総合  |
| 得点 | 3.78       | 3.66 | 3.52   | 3.31   | 3.32     | 3.43           | 21.02 |
- ゲームムック『死ぬ前にクリアしたい200の無理ゲー ファミコン&スーファミ』では、「ダンジョンの難易度が高めで、ボス戦で必要なアイテムもなかなか手に入らない。ダンジョンによってキャラを変えると進みやすいが、説明書が不親切で、そのあたりのシステムがわかりにくいのも難点」と紹介されている[9]。